# Потапов, Александр Львович
Алекса́ндр Льво́вич Пота́пов (15 сентября 1818, Воронежская губерния — 24 октября 1886, Санкт-Петербург) — русский военный и государственный деятель, генерал-адъютант (13 октября 1866), генерал от кавалерии (17 апреля 1876). В период правления императора Александра II был наказным атаманом Войска Донского (28.10.1866-02.03.1868), являлся генерал-губернатором в Виленской, Ковенской и Гродненской губерниях (1868-1874). Шеф Отдельного корпуса жандармов и главный начальник Третьего отделения Собственной Е.И.В. канцелярии (22.07.1874—30.12.1876).

## Ранние годы
Александр Львович Потапов родился 15 сентября 1818 года в Землянском уезде, Воронежской губернии (точное место рождения неизвестно). Сын богатого воронежского помещика, генерал-майора Льва Ивановича Потапова (1773—1831) и его супруги Екатерины Петровны (1786—1847), представительницы польского дворянского рода Грохольских, внук первого правителя Воронежского наместничества — Ивана Алексеевича Потапова (1722—1791). Известно, что Лев Иванович был знаком с А. В. Суворовым, принимал участие в знаменитом переходе через Альпы.
Уже в десятилетнем возрасте Александр был определён пажом к Императорскому двору. После получения домашнего образования в 1835 году он поступил на службу унтер-офицером в лейб-гвардии Гусарский полк с зачислением в Школу гвардейских подпрапорщиков и кавалерийских юнкеров. По окончании этого учебного заведения в декабре 1838 года Потапов вернулся в лейб-гвардии Гусарский полк в чине корнета. В лейб-гвардии Гусарском полку произошло знакомство Потапова с поэтом Михаилом Лермонтовым. Лермонтов посвятил Потапову, который сам писал стихи не для печати, следующее послание:

Расписку просишь ты, гусар, —

Я получил твоё посланье;

Родилось в сердце упованье,

И легче стал судьбы удар.

Твои пленительны картины

И дерзкой списаны рукой;

В твоих стихах есть запах винный —

А рифмы льются малафьёй.

Борделя грязная свобода

Тебя в пророки избрала,

Давно для глаз твоих природа

Покров обманчивый сняла.

Чуть тронешь ты жезлом волшебным

Хоть отвратительный предмет,

Стихи звучат ключом целебным,

И люди шепчут: он поэт!..
В апреле 1842 года Потапов получил чин штабс-ротмистра, в декабре 1844 года был назначен полковым адъютантом, а ещё через год, в декабре 1845 года, произведён в ротмистры. В 1846 году был уволен в бессрочный отпуск.

## Адъютант Паскевича

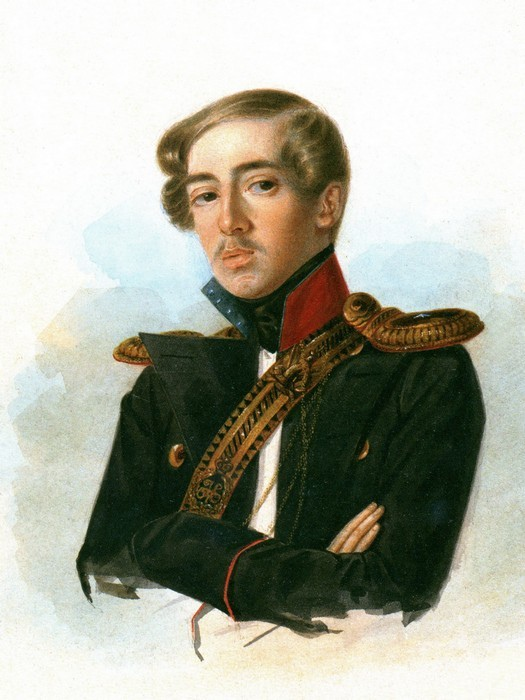
Портрет 1838 г.

В марте 1848 года Потапов возвратился в лейб-гвардии Гусарский полк, и сразу был назначен адъютантом к генерал-фельдмаршалу И. Ф. Паскевичу — наместнику Царства Польского, главнокомандующему действующей армией. В июне того же года Паскевич возглавил российскую армию в Венгерской кампании, целью которой было оказание военной помощи Австрии в подавлении Венгерского восстания. За отличие в Венгерской кампании Потапов был награждён золотой саблей с надписью «За храбрость». По окончании боевых действий в Венгрии он продолжал быть адъютантом при Паскевиче и, когда тот вернулся в Варшаву, последовал за ним.
В 1853 году, с началом Крымской войны, Потапов отправился в расположение Дунайской армии, в составе которой принял участие в военных действиях против османских войск. При осаде турецкой крепости Силистрия он являлся траншей-майором правого фланга осадной линии, был награждён Орденом Святого Владимира 4-й степени с бантом. В ноябре 1855 года был произведён в полковники и назначен исправляющим должность начальника штабов одновременно 1-й и 3-й пехотной дивизий.

## На государственной службе

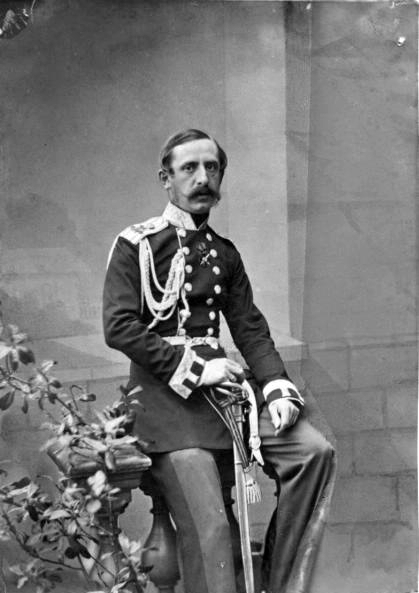
А. Л. Потапов, 1860—1870-е годы

После окончания Крымской войны, ввиду смерти Паскевича в январе 1856 года, Потапов был пожалован во флигель-адъютанты к императору Александру II. С июня 1857 года он принимал участие в работах комиссии, созданной для рассмотрения следственных дел и постановления приговоров о беспорядках и злоупотреблениях по снабжению войск бывших Крымской и Южной армий, а с 1858 по 1860 год находился в Москве, в распоряжении генерала от инфантерии М. Н. Муравьёва, возглавлявшего эту комиссию.
В июне 1860 года Потапов был назначен исполняющим обязанности санкт-петербургского обер-полицмейстера, а в августе — произведён в генерал-майоры и зачислен в Свиту Его Императорского Величества. В ноябре он был переведён обер-полицмейстером в Москву, но уже в июле следующего года Александр II отправил генерала в Варшаву, поручив ему проведение реорганизации варшавской полиции.

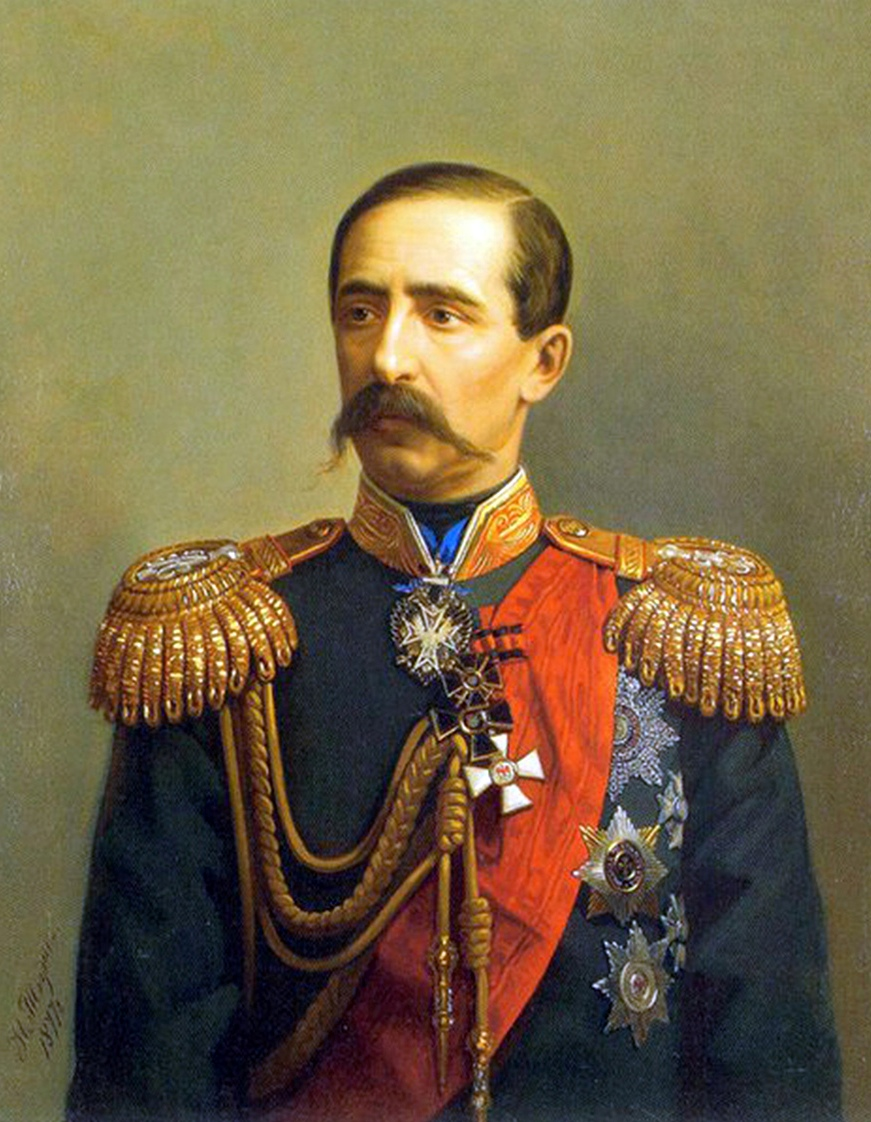
А. Л. Потапов на портрете И. А. Тюрина

В октябре 1861 года Потапов занял должность начальника штаба Отдельного корпуса жандармов, а 15 декабря по совместительству возглавил Третье отделение Собственной Его Императорского Величества канцелярии. На этом посту он получил известность благодаря громкому делу Н. Г. Чернышевского, которое окончилось осуждением и ссылкой писателя.
В июле 1864 года, несмотря на успешное ведение дел, карьера Потапова в Санкт-Петербурге была прервана в связи с его назначением помощником по гражданской части виленского генерал-губернатора М. Н. Муравьёва, у которого генерал уже когда-то находился в подчинении. Но и здесь Потапов продержался недолго: карательные меры, предпринимаемые Муравьёвым против поляков и литовцев, вызывали сначала тайное, а потом и явное противодействие с его стороны. Как следствие, 17 апреля 1865 года должность помощника генерал-губернатора была упразднена, а сам Потапов — уволен.
Узнав о конфликте между Муравьёвым и Потаповым, Александр II направил последнего на Дон для ревизии положения бывших крепостных крестьян, а вскоре, в октябре 1865 года, назначил его наказным атаманом Войска Донского. Ещё через год Потапов был произведен в генерал-лейтенанты, после чего он стал войсковым атаманом Войска Донского с правами генерал-губернатора и командующего войсками военного округа. В должности генерал-губернатора Потапов разработал проект учреждения войскового училища в Новочеркасске, который, однако, был реализован уже при его преемнике.

## Виленский генерал-губернатор
2 марта 1868 года Потапов пришёл на смену Э. Т. Баранову, став виленским генерал-губернатором и командующим войсками Виленского округа. В короткие сроки он добился смещения с важнейших административных постов сторонников репрессивной политики Муравьёва.

## Государственный совет
В июле 1874 года Александр II поставил Потапова во главе жандармерии и Третьего отделения Собственной Его Императорского Величества канцелярии. В апреле 1876 года Потапов был произведён в генералы от кавалерии, а в декабре того же года назначен членом Государственного совета.
В последние годы жизни, начиная с 1877 года, Потапов страдал тяжёлой душевной болезнью и фактически находился не у дел. Он умер от хронического прогрессирующего паралича в Санкт-Петербурге в возрасте 68 лет и был похоронен в Троице-Сергиевой пустыни, близ Санкт-Петербурга.

## Награды
- Золотая сабля с надписью «За храбрость» (10.09.1849)
- Орден Святой Анны 3-й степени (04.11.1851)
- Орден Святого Владимира 4-й степени с бантом (30.05.1854)
- Знак отличия беспорочной службы за XV лет (22.08.1857)
- Орден Святого Станислава 2-й степени (30.08.1858)
- Орден Святого Владимира 3-й степени с мечами (02.06.1861)
- Орден Святого Станислава 1-й степени (10.11.1861)
- Орден Святой Анны 1-й степени (31.08.1862)
- Орден Святого Владимира 2-й степени с мечами (19.04.1864)
- Орден Белого орла (05.03.1868)
- Орден Святого Александра Невского (17.04.1870)
- Высочайшая благодарность (24.06.1870)
- Бриллиантовые знаки к ордену Святого Александра Невского (30.08.1872)
- Тёмно-бронзовая медаль «За усмирение польского мятежа» (18.03.1865)

Иностранные:
- австрийский орден Леопольда, кавалерский крест с лаврами (1850)
- австрийский орден Железной короны 3-й степени (1850)
- прусский орден Красного орла 3-й степени (1851)
- прусский орден Красного орла 1-й степени (1869)
- прусский орден Красного орла, большой крест (1873)
- австрийский орден Леопольда, большой крест (1874)

## Семья
Жена (с 20 февраля 1842 года) — княжна Екатерина Васильевна Оболенская (19.08.1820—03.08.1871), дочь генерал-майора В. П. Оболенского. Венчание было в Исаакиевском соборе. В. П. Шереметева (дочь П. А. Голицына) писала в своём дневнике: «Вечером свадьба Потапова, которая очень трогательна в виду отчаяния родителей Оболенских. Кажется, что её хоронят».
По воспоминанию князя А. А. Щербатова, в 1850-х годах супруги Потаповы были центром русского общества в Варшаве. Они жили в самом центре города в скромной квартире, где можно было встретить все категории русского общества, всякий, приезжий из Петербурга или Москвы, считал своей обязанностью, побывать у Потаповых. «Они к тому же были мастерами своего дела. Екатерина Васильевна, миловидная и вкрадчивая, группировала дам и мужчин, могущих и желающих разговаривать, сама она разливала чай с необыкновенным искусством из крошечного чайника. Александр Львович со своей стороны устраивал партии, и хотя сам очень любил играть, но, если было нужно, поддерживал разговор, отказываясь от карт. У них было особое уменье сводить в общий разговор мужчин и женщин самых разнообразных свойств».
В период, когда муж Екатерины Васильевны занимал пост виленского генерал-губернатора, она занималась благотворительной и филантропической деятельностью: именно её силами в 1869 году было основано Общество «Доброхотной копейки» в Вильне. Умерла в августе 1871 года от скоротечной холеры, которой заразилась в госпитале, где ухаживала за больными. Согласно завещанию была похоронена в Петербурге в фамильном склепе князей Оболенских. Детей у супругов не было, однако на их попечении с малолетнего возраста состоял сын отставного поручика Модест Александрович Ивашкин, в 1878 году он был официально усыновлен генералом Потаповым и получил высочайшее разрешение именоваться Ивашкиным-Потаповым.